# Why (EP Kim Tae-yeon)
Why è il secondo EP della cantante sudcoreana Kim Tae-yeon, pubblicato il 28 giugno 2016.

## Tracce
1. Why – 3:27
2. Starlight (feat. Dean) – 3:43
3. Fashion – 3:12
4. Hands on Me – 3:48
5. Up & Down (feat. Kim Hyo-yeon) – 2:53
6. Good Thing – 2:57
7. Night – 3:13